# 朝隈善郎
朝隈 善郎（あさくま よしろう、1914年（大正3年）1月7日 - 2008年12月22日）は、日本の陸上競技選手及び陸上競技指導者。

## 経歴
1914年（大正3年）1月7日、広島県府中市出身。
1933年（昭和8年）に日本体育会体操学校高等師範科（現日本体育大学）を卒業した後、明治大学政治経済学部に入学し、1937年（昭和12年）に卒業した。学生時代より陸上競技の道に入り、走高跳の選手として活躍した。
1934年（昭和9年）、兵庫県西宮市の南甲子園運動場（阪神甲子園球場より南方に、阪神電鉄が建設した陸上競技場）で開催された日米対抗陸上競技大会に於いて、日本人として初めて走高跳の2メートルジャンパーとなった。1935年（昭和10年）、エストニアのタリンでの模範競技会で未公認であったが、2メートル7センチを跳び、当時の世界新記録を樹立している。1936年（昭和11年）、ベルリンオリンピックに、走高跳日本代表選手として出場したが、直前の調整ミスもあって1メートル94という不本意な記録で6位という結果に終わっている。
第二次世界大戦後は指導者の道に入り、山田宏臣（走幅跳）、曾根幹子（走高跳）らを育成した。
日本陸上競技連盟強化委員長、副会長を務めた。1968年（昭和43年）、メキシコオリンピックのマラソン日本代表選考で、代表3選手と補欠1人を決める際、正選手3人目は君原健二か、采谷義秋かで紛糾したが、この時の強化部会（選考委員会）本部長であった。
1983年（昭和58年）にスタートした皇后盃全国都道府県対抗女子駅伝競走大会創設にも尽力、本大会を京都に誘致する等、京都陸上界のリーダー役としても活躍した。晩年は日本陸連名誉副会長として若い選手たちの活躍を温かく見守っていた。
2008年（平成20年）12月22日、老衰のため死去、94歳没。

## 人物
日本人で初めて走幅跳で8メートルジャンパーになった山田宏臣に対しては、京都の知恩院で朝隈は来る日も来る日も山田に知恩院の石段を往復させるトレーニングを課した。あまりにも前近代的なトレーニング方法には疑問視する向きもあったが、山田自身はその批判に開き直ったと後に回想している。
1970年（昭和45年）6月7日、神奈川県小田原市の小田原市城山陸上競技場で開催された実業団・学生対抗陸上大会で、山田宏臣は8メートル01を跳び、日本人で初めて8メートルジャンパーになるが、その際、朝隈善郎は「俺が行くと山田はいいジャンプが出来ないだろう」と思い、小田原へ足を運ばなかった。
京都の自宅で山田が8メートルを跳んだことを知らされた朝隈は「よく頑張ってくれた。有難う」と感涙に咽んだという。
現役時代は大変な美男子で『陸上界の長谷川一夫』の異名をもっていた。本人は「銀座を歩けばすぐ女性ファンに取り囲まれてかなわん。」とうそぶいていたという。容貌はベルリン五輪記録映画『民族の祭典』で見ることができる。

## 主な役職
- 日本陸上競技連盟名誉副会長
- 京都陸上競技協会名誉会長
- 関西学生自転車競技連盟名誉会長

## 賞詞
- 勲四等旭日小綬章
- 紫綬褒章
- 日本陸上競技連盟功労章
- 京都府スポーツ特別栄誉賞

## 朝隈善郎を演じた俳優
- 近藤正臣（『ペルソナα ～伝えたい昭和の心～』/2005年10月29日 NHK総合テレビ）

## 脚註
1. ↑  “広島陸上人”.   一般財団法人広島陸上競技協会. 2021年12月8日閲覧。
2. ↑  1927年 - 明治大学体育会競走部
3. ↑  70年昔のこと、記憶は?＝曽根さんら近く「来伯陸上選手団」を調査に
4. ↑  浅尾忠男『ミュンヘンへの道 采谷選手物語』鳩の森書房、1972年、101頁
5. ↑  京都新聞｜09全国女子駅伝
6. ↑  『ペルソナα ～伝えたい昭和の心～』/2005年10月29日放送 NHK総合テレビより